# Eduardo Expósito Jaén
Eduardo Expósito Jaén (Cubellas, Barcelona, 1 de agosto de 1996), más conocido como Edu Expósito, es un futbolista español que juega de centrocampista en el R. C. D. Espanyol de la Primera División de España.

## Trayectoria
Llegó al R. C. Deportivo de La Coruña en 2015. Debutó con el primer durante la temporada 2016-17 en un partido de la Primera División ante el R. C. D. Espanyol, y en octubre de 2017 renovó su contrato hasta 2022.
En julio de 2018, tras dos años siendo jugador del Fabril, se convirtió en jugador del primer equipo. En esa temporada el equipo compitió en la Segunda División y estuvieron peleando por conseguir el ascenso.
El 14 de julio de 2019 se hizo oficial su fichaje por la S. D. Eibar, firmando un contrato por cinco años. Permaneció tres campañas en el conjunto armero en las que jugó 117 partidos en los que marcó 13 goles, nueve de ellos en la última. Se marchó el 8 de agosto de 2022 después de que se hubiera llegado a un acuerdo con el R. C. D. Espanyol para su traspaso.

## Estadísticas

### Clubes
Actualizado al último partido disputado el 28 de enero de 2024.
| Club                                  | Div.          | Temporada     | Liga  | Liga  | Liga   | Copas nacionales | Copas nacionales | Copas nacionales | Copas internacionales | Copas internacionales | Copas internacionales | Total | Total | Total  |
| Club                                  | Div.          | Temporada     | Part. | Goles | Asist. | Part.            | Goles            | Asist.           | Part.                 | Goles                 | Asist.                | Part. | Goles | Asist. |
| ------------------------------------- | ------------- | ------------- | ----- | ----- | ------ | ---------------- | ---------------- | ---------------- | --------------------- | --------------------- | --------------------- | ----- | ----- | ------ |
| R. C. Deportivo Fabril · España       | 4.ª           | 2015-16       | 34    | 4     | 0      | —                | —                | —                | —                     | —                     | —                     | 34    | 4     | 0      |
| R. C. Deportivo Fabril · España       | 4.ª           | 2016-17       | 30    | 6     | 0      | —                | —                | —                | —                     | —                     | —                     | 30    | 6     | 0      |
| R. C. Deportivo Fabril · España       | 3.ª           | 2017-18       | 27    | 5     | 0      | —                | —                | —                | —                     | —                     | —                     | 27    | 5     | 0      |
| R. C. Deportivo Fabril · España       | Total club    | Total club    | 91    | 15    | 0      | 0                | 0                | 0                | 0                     | 0                     | 0                     | 91    | 15    | 0      |
| R. C. Deportivo de La Coruña · España | 1.ª           | 2016-17       | 1     | 0     | 0      | 0                | 0                | 0                | —                     | —                     | —                     | 1     | 0     | 0      |
| R. C. Deportivo de La Coruña · España | 1.ª           | 2017-18       | 3     | 0     | 0      | 2                | 0                | 0                | —                     | —                     | —                     | 5     | 0     | 0      |
| R. C. Deportivo de La Coruña · España | 2.ª           | 2018-19       | 39    | 2     | 5      | 1                | 0                | 1                | —                     | —                     | —                     | 40    | 2     | 6      |
| R. C. Deportivo de La Coruña · España | Total club    | Total club    | 43    | 2     | 5      | 3                | 0                | 1                | 0                     | 0                     | 0                     | 46    | 2     | 6      |
| S. D. Eibar · España                  | 1.ª           | 2019-20       | 35    | 4     | 1      | 3                | 0                | 0                | —                     | —                     | —                     | 38    | 4     | 1      |
| S. D. Eibar · España                  | 1.ª           | 2020-21       | 31    | 0     | 3      | 3                | 0                | 0                | —                     | —                     | —                     | 34    | 0     | 3      |
| S. D. Eibar · España                  | 2.ª           | 2021-22       | 42    | 7     | 7      | 3                | 1                | 0                | —                     | —                     | —                     | 45    | 8     | 7      |
| S. D. Eibar · España                  | Total club    | Total club    | 108   | 11    | 11     | 9                | 1                | 0                | 0                     | 0                     | 0                     | 117   | 12    | 11     |
| R. C. D. Espanyol · España            | 1.ª           | 2022-23       | 28    | 2     | 2      | 4                | 1                | 0                | —                     | —                     | —                     | 32    | 3     | 2      |
| R. C. D. Espanyol · España            | 2.ª           | 2023-24       | 21    | 1     | 4      | 2                | 0                | 0                | —                     | —                     | —                     | 23    | 1     | 4      |
| R. C. D. Espanyol · España            | 1.ª           | 2024-25       | 0     | 0     | 0      | 0                | 0                | 0                | —                     | —                     | —                     | 0     | 0     | 0      |
| R. C. D. Espanyol · España            | Total club    | Total club    | 49    | 3     | 6      | 6                | 1                | 0                | 0                     | 0                     | 0                     | 55    | 4     | 6      |
| Total carrera                         | Total carrera | Total carrera | 291   | 31    | 22     | 18               | 2                | 1                | 0                     | 0                     | 0                     | 309   | 33    | 23     |